# Más pena que gloria
Pour plus de détails, voir Fiche technique et Distribution.
Más pena que Gloria est un film espagnol réalisé par Víctor García León, sorti en 2001.

## Synopsis
David, un adolescent, découvre qu'il est un loser.

## Fiche technique
- Titre : Más pena que Gloria
- Réalisation : Víctor García León
- Scénario : Víctor García León et Jonás Trueba
- Musique : David San José
- Photographie : Mischa Lluch
- Montage : Pablo G. del Amo
- Production : Ana Huete
- Société de production : Canal+ España, Olmo Films et Televisión Española
- Pays de production :  Espagne
- Genre : Comédie
- Durée : 91 minutes
- Dates de sortie : 
  - Espagne : 6 juillet 2001

## Distribution
- Biel Duran : David
- Bárbara Lennie : Gloria
- María Galiana : Teresa
- Enrique San Francisco : Enrique
- Manuel Lozano : Lucas
- Alicia Sánchez : Karen
- Fernando Conde : Rafael
- Assun Planas : Carmen
- Pilar Duque : Marta
- Ángela Cremonte : Alexia
- Jesús Beltrán : Nacho
- Luis Vallejo : Perandones
- Ricky Andrés Sierra : Tavero
- Rubén López : Pep
- Alberto Ferreiro : Gonzalo
- Victoria Cirujano : Isabel

## Distinctions
Le film a été nommé pour deux prix Goya.